# 마이크 오맬리
마이클 에드워드 "마이크" 오맬리(Michael Edward "Mike" O'Malley, 1966년 10월 31일 ~ )는 미국의 배우, 작가, 제작자이다.

## 작품 목록

### 영화 출연
- 딥 임팩트 (1998)
- 28일 동안 (2000)
- 레더헤즈 (2008)
- 먹고 기도하고 사랑하라 (2010)
- 3 기저스! (2013) - 마이크 역
- R.I.P.D.: 알.아이.피.디. (2013) - 엘리엇 역
- 게임 체인저 (2015)
- 설리: 허드슨강의 기적 (2016) - 찰스 포터 역

### 텔레비전 출연
- 예스, 디어 (2000-06)
- 마이 네임 이즈 얼 (2006-09)
- 글리 (2009-15)
- 페어런트후드 (2010)
- 팍스 앤 레크리에이션 (2012)
- Welcome to the Family (2013)
- 레이징 호프 (2013-14)
- 설국열차 (2020-현재)
- 애봇 초등학교 (2023-24)

### 텔레비전 각본
- 셰임리스 (2011-13)